# Valkebo kontrakt
Valkebo kontrakt var ett kontrakt i Linköpings stift inom Svenska kyrkan. Det upplöstes 1701.

## Administrativ historik
1701 slogs Valkebo kontrakt och Vifolka kontrakt samman och bildade Vifolka och Valkebo kontrakt. 
Valkebo kontrakt omfattade
- Gammalkils församling
- Rakereds församling
- Nykils församling
- Rappestads församling
- Sjögestads församling
- Ulrika församling
- Vikingstads församling

## Kontraktsprostar
| Ämbetstid | Namn                | Levnadstid | Kommentarer                             |
| --------- | ------------------- | ---------- | --------------------------------------- |
| 1551-1552 | Olaus Nicolai       |            | Kyrkoherde i Rappestads församling.     |
| 1558      | Hans (Jöns)         |            | Kyrkoherde i Nykils församling.         |
| 1590-1600 | Haqvinus Canuti     | -1600      | Kyrkoherde i Gammalkils församling.     |
| 1625-1641 | Jonas Arvidi        | -1641      | Kyrkoherde i Nykils församling.         |
| 1641-1653 | Nicolaus Emundi     | 1585–1653  | Kyrkoherde i Rappestads församling.     |
| 1654-1667 | Canutus Kylander    | 1590-1667  | Kyrkoherde i Vikingstads församling.    |
| 1669-1672 | Gustavus Jansonius  | 1618-1672  | Kyrkoherde i Slaka församling.          |
| 1673-1677 | Ericus Rymonius     | 1628-1677  | Kyrkoherde i Vikingstads församling.    |
| 1679-1683 | Zacharias Reuserus  | 1634-1694  | Kyrkoherde i Vreta klosters församling. |
| 1683-1694 | Ericus Phoenix      | 1636-1695  |                                         |
| 1695-1701 | Benedictus Mollerus | 1637–1706  | Kyrkoherde i Rappestads församling.     |